# H.C. Gøtzsche
Henning Christopher Gøtzsche (født 21. september 1788 i Jyderup, død 27. maj 1872 i Finderup ved Holbæk) var en dansk præst.
Han var søn af sognepræst Hans Philip Gøtzsche (1752 – 1829) og Sophie Amalie f. Plesner (1750 – 1793).

## Liv og karriere
Han blev dimitteret fra Slagelse i 1805 og tog teologisk embedseksamen i 1810. I 4 år var han der efter lærer ved Artillerikadet-instituttet, til han i 1814 blev lektor i dansk i Kiel. 1822 blev han sognepræst i Finderup i Holbæk Amt, og her virkede han til slutningen af 1868. Han blev i 1814 gift med Johanne Marie Jacobsen (1792 – 1864), datter af sognepræst Christian Frederik Jacobsen i Stigs Bjergby.

## Forfatterskab
Gøtzsche skrev i 1819 et skrift, som af Landhusholdningsselskabet blev belønnet med dets 2. guldmedalje med titlen: "And. Johansens eller den brave Bondes Liv og Levned, fortalt af ham selv" , om hvilket det træffende blev sagt, at de personer, det handlede om, var alle "Saadanne gode, kjærlige, elskelige Væsener, de gjøre alle saa megen Gavn, ere saa flittige, dydige og gudsfrygtige, saa man tror sig ved Læsningen hensat paa en anden Klode".
Et andet skrift af ham, "Forsøg til en Læsebog for Almueskolerne" fra 1822, blev gentagne gange genoptrykt og udkom i 1863 i 9. oplag.